# Slochter Molenstichting
De Slochter Molenstichting was een Nederlandse molenstichting die zich inzette voor het in stand houden van een aantal molens in de gemeente Slochteren in de provincie Groningen. In 2015 is de Slochter Molenstichting gefuseerd met de Molenstichting Oldambt tot de Molenstichting Midden- en Oost-Groningen.
De stichting werd in 1967 opgericht en had de volgende molens in eigendom:
- Korenmolen Entreprise te Kolham
- Poldermolen de Fraeylemamolen te Slochteren
- Poldermolen De Groote Polder te Slochteren
- Poldermolen De Ruiten te Slochteren
- Korenmolen Stel's Meuln te Harkstede
- Korenmolen Windlust te Overschild